# Florencia Tevy
María Florencia Tevy (n. Córdoba) es una investigadora especialista en genética, genómica y bioquímica argentina.

## Biografía
En 2004 se licenció en Genética por la Universidad Nacional de Misiones en Argentina. En 2008 obtuvo un Doctorado en Bioquímica, sección Genómica, en la Universidad de Bolonia en Italia. Realizó un postdoctorado en el laboratorio de Joan J. Guinovart.
Fue investigadora del Centro de Genómica y Bioinformática de la Universidad Mayor hasta septiembre de 2018.
Es CEO de la compañía GEDIS Biotech (Genomic Engeering, Design and Innovative Solutions in Biotech) y se encuentra entre las personas que promueven el Plan Nacional de Genómica en Chile, con ello permitir al país tener manejo y potestad sobre su patrimonio genético, utilizando la genómica como herramienta para promover la medicina personalizada, la agricultura inclusiva y la conservación de la biodiversidad haciendo frente al cambio climático.
Promueve la idea de los derechos genéticos que se asentarían en tres problemáticas: la perspectiva antropocéntrica (genoma humano), la agricultura y ganadería, y la biodiversidad (que consideraría a la microbiodiversidad).